# 放課後ティータイムII
『放課後ティータイムII』（ほうかごティータイムセカンド）は、「放課後ティータイム」の1枚目のフルアルバム。2010年10月27日にポニーキャニオンから発売された。

## 概要
TBS系列で放送のテレビアニメ『けいおん!!』の劇中歌を収録した作品。「放課後ティータイム」とは、同作に登場する平沢唯、秋山澪、田井中律、琴吹紬、中野梓のキャラクター5人によるバンドユニット。歌っているのは、各キャラクターの声を演じる豊崎愛生、日笠陽子、佐藤聡美、寿美菜子、竹達彩奈の5人の声優。
CDは2枚組の構成になっている。Disc-1には、すでにシングルで発売されている『ぴゅあぴゅあはーと』『ごはんはおかず/U&I』をはじめ、第24話「卒業式!」で演奏された『天使にふれたよ!』、劇中ではタイトルや歌詞の一部のみ出た曲などの未発表曲、ボーナストラックの計10曲を収録している。
Disc-2には、第23話「放課後!」の劇中でカセットに録音した音源を再現する形で収録しており、曲目もDisc-1のうち『天使にふれたよ!』『放課後ティータイム』の2曲を除く全曲に、前作のアルバム『放課後ティータイム』収録の4曲を加えた形で構成。メンバー5人と、途中より軽音楽部顧問の山中さわ子（声：真田アサミ）の会話部分も含めて収録している。ヴォーカル・演奏ともに、Disc-1とは別の録音テイクが使われている。また、初回限定盤ではCD2枚に加え、Disc-2の内容を収録したカセットが同梱される。
これまで発表された劇中歌同様、作詞・作曲は設定上登場人物が手掛けたことになっているが、実作詞・作編曲は別の人物が担当している。
2013年3月20日に発売された『K-ON! MUSIC HISTORY'S BOX』で、本作の「Disc-1（Studio Mix）」がディスク4、「Disc-2（Cassette Mix）」がディスク5として収録されている。

## 販売、評価など
オリコンチャートでは、2010年10月26日付のアルバムデイリーランキングで初登場1位を獲得、初日だけで5万枚以上売り上げる猛烈なスタートを切った。以降29日までの4日間にわたり1位を守った。また、同年11月8日付週間チャートでも、前作『放課後ティータイム』に続いて2作連続で1位となり、初動売り上げ枚数も前作初動の約2倍となる12.7万枚を記録した。売り上げは2週目で1stアルバム『放課後ティータイム』の累計売上を上回った。また、アニメキャラクター名義としては史上初の初動10万枚突破作品となり、声優のアルバムとしても林原めぐみの「Irāvatī」（1997年）に次ぐ初動第2位となった。
月間順位では、声優関連、アニメキャラクター名義のアルバムとしては過去最高の3位にランクインし、オリコン史上初の2か月連続TOP10入りを記録した。
2010年の年間チャートでは36位にランクインし、オリコン史上初めて声優によるアルバムが年間TOP50に入った。
日本レコード協会より2010年10月度ゴールド認定作品 、2012年度1月度プラチナ認定作品と発表された。『けいおん!』関連のCDのゴールド認定は、第1期・第2期を通して今回が8作目となり、プラチナ認定は今作が初となる。
なお、アニメキャラクターのCDによるオリコンアルバム週間1位は長らくこの作品と前作『放課後ティータイム』のみであったが、2015年にμ'sの『μ's Best Album Best Live! Collection II』が首位を獲得したのを皮切りに多くの作品が首位を獲得し、現在は1位獲得はそう珍しくはなくなっている。しかしながら、初動売上10万枚を上回って週間1位を獲得したキャラクター名義のアルバムの記録としては、2020年4月現在も破られていない。
2020年4月現在、21世紀に発売された女性キャラクター名義のCDで最も売れた作品となっている。

## 収録曲

### Disc-1（Studio Mix）
1. いちごパフェが止まらない [3:28] 
作詞：稲葉エミ、作曲・編曲：川口進
メインヴォーカル：平沢唯、コーラス：秋山澪・琴吹紬
2期第1話で曲名のみ登場。
2. ぴゅあぴゅあはーと [4:34] 
作詞：稲葉エミ、作曲・編曲：前澤寛之
メインヴォーカル：秋山澪、コーラス：平沢唯
劇中歌シングル『ぴゅあぴゅあはーと』収録曲。
2期第7話挿入歌。
3. Honey sweet tea time [4:12] 
作詞：稲葉エミ、作曲・編曲：bice[注 6]
メインヴォーカル：琴吹紬、コーラス：平沢唯・秋山澪・田井中律・中野梓
2期第3話でAメロと曲名のみ登場。
放課後ティータイムの楽曲では初の紬のメインヴォーカル曲である。
4. 五月雨20ラブ [4:03] 
作詞：稲葉エミ、作曲：田村信二、編曲：小森茂生
メインヴォーカル：秋山澪、コーラス：平沢唯・琴吹紬
テレビアニメでは未登場の書き下ろし曲。映画にて初めて使用された。
5. ごはんはおかず [3:11] 
作詞：平沢唯[注 5]、作曲・編曲：bice[注 6]
メインヴォーカル：平沢唯、コーラス：秋山澪
劇中歌シングル『ごはんはおかず/U&I』収録曲。
2期第20話挿入歌。
6. ときめきシュガー [3:59] 
作詞：稲葉エミ、作曲・編曲：前澤寛之
メインヴォーカル：秋山澪、コーラス：平沢唯・琴吹紬
2期第7話で曲名と歌詞が登場。
7. 冬の日 [3:16] 
作詞：hotaru、作曲・編曲：Tom-H@ck
メインヴォーカル：平沢唯、コーラス：秋山澪
1期番外編で曲名と歌詞が登場。
8. U&I [4:35] 
作詞：平沢唯[注 5]、作曲・編曲：前澤寛之
メインヴォーカル：平沢唯、コーラス：秋山澪
劇中歌シングル『ごはんはおかず/U&I』収録曲。
2期第20話挿入歌。
9. 天使にふれたよ! [4:41] 
作詞：稲葉エミ、作曲・編曲：川口進
メインヴォーカル：平沢唯・秋山澪・田井中律・琴吹紬
2期最終回（第24話）挿入歌。
3年生メンバーの4人が卒業するにあたって、後輩の梓のために書いた曲という設定であるが、このアルバムでは5人演奏Ver.を収録している。
4人演奏Ver.は次作『放課後ティータイム in MOVIE』（映画『けいおん!』Mix）およびオフィシャルバンドスコア『「けいおん!!」オフィシャル バンドやろーよ!! 〜Let's MUSIC!!3〜』付属CD（#24『卒業式!』Mix）に収録。
10. Interlude （Bonus Track） [1:05] 
インストゥルメンタル。「ふわふわ時間」のコード進行。
11. 放課後ティータイム （Bonus Track） [4:47] 
作詞：大森祥子、作曲：藤末樹、編曲：小森茂生
メインヴォーカル：全員
数少ない5人のソロパートがある楽曲（他には『桜が丘女子高等学校校歌』と『おはよう、またあした』がある）。

### Disc-2（Cassette Mix）
1. Introduction [1:05] 
演奏を始める前のメンバーの会話のみ。
2. ふわふわ時間 （#23『放課後!』Mix） [4:30] 
作詞：秋山澪[注 5]、作曲・編曲：前澤寛之
メインヴォーカル：平沢唯・秋山澪
シングルバージョンとミニアルバム『放課後ティータイム』バージョンがミックスされたアレンジで演奏。
1番は唯、2番は澪がヴォーカルをとっている。ギターはアルバムバージョンと同じ2本。ギターソロはシングルバージョンのもの。
3. カレーのちライス （#23『放課後!』Mix） [3:37] 
作詞：稲葉エミ、作曲・編曲：前澤寛之
メインヴォーカル：平沢唯、コーラス：秋山澪
4. わたしの恋はホッチキス （#23『放課後!』Mix） [5:40] 
作詞：稲葉エミ 作曲：藤末樹 編曲：百石元
メインヴォーカル：平沢唯&秋山澪
5. ふでペン 〜ボールペン〜 （#23『放課後!』Mix） [4:25] 
作詞：稲葉エミ、作曲・編曲：川口進
メインヴォーカル：平沢唯・秋山澪
6. ぴゅあぴゅあはーと （#23『放課後!』Mix） [4:45] 
メインヴォーカル：秋山澪、コーラス：平沢唯
7. いちごパフェが止まらない （#23『放課後!』Mix） [4:16] 
メインヴォーカル：平沢唯、コーラス：秋山澪・琴吹紬
カセットテープは、このトラックが終わる直前でB面に入る。
8. Honey sweet tea time （#23『放課後!』Mix） [4:44] 
メインヴォーカル：琴吹紬、コーラス：平沢唯・秋山澪・田井中律・中野梓
9. ときめきシュガー（#23『放課後!』Mix） [4:12] 
メインヴォーカル：秋山澪、コーラス：平沢唯
「Studio Mix」とは異なり、コーラスに紬は参加していない。
10. 冬の日 （#23『放課後!』Mix） [3:27] 
メインヴォーカル：平沢唯、コーラス：秋山澪
11. 五月雨20ラブ （#23『放課後!』Mix） [4:52] 
メインヴォーカル：秋山澪、コーラス：平沢唯・琴吹紬
12. ごはんはおかず （#23『放課後!』Mix） [3:35] 
メインヴォーカル：平沢唯、コーラス：秋山澪
13. U&I （#23『放課後!』Mix） [5:05] 
メインヴォーカル：平沢唯、コーラス：秋山澪